# فايشنفلد
وايشنفلد (بالألمانية: Waischenfeld) هي بلدة ألمانية تقع في بافاريا في ألمانيا.